# Aishath Sajina
Aishath Sajina (2 gennaio 1997) è una nuotatrice maldiviana, che ha rappresentato il suo paese ai Giochi Olimpici di Tokyo 2020.

## Biografia
Ha esordito a livello internazionale nel 2014, ai XX Giochi del Commonwealth, dove ha partecipato ai 50, ai 100 ed ai 200 metri rana. In tutte e tre le gare è stata eliminata in batteria, chiudendo ultima.
Nei mesi successivi ha rappresentato le Maldive ai giochi olimpici giovanili (fu 45ª nei 50 metri stile libero), ed ai XVII Giochi asiatici in Corea del Sud (fu 20ª nei 50 e nei 100 metri rana, 14ª nei 200 metri rana e 9ª con la staffetta 4x100 stile libero femminile). A preso poi parte anche all'edizione successiva dei giochi asiatici, nel 2018 in Indonesia: nell'individuale fu 26ª sia nei 100 metri rana che nei 100 metri stile libero, 29ª nei 50 metri rana e 30ª nei 50 metri stile libero, mentre nelle staffette la squadra maldiviana fu 10ª nella 4x100 misti femminile e nella 4x100 stile libero femminile, chiudendo invece 12ª nella 4x100 misti mista.
Ha preso parte per la prima volta a un campionato mondiale di nuoto nel 2015: ha gareggiato nei 100 e nei 200 metri rana, ottenendo rispettivamente un 69º ed un 50º posto. È poi stata presente anche ai mondiali del 2017 a Budapest e del 2019 a Gwangju. In Ungheria è giunta 47ª nei 50 metri rana, 53ª nella doppia distanza, mentre con le staffette miste è giunta 21ª nella 4x100 stile libero e 22ª nella 4x100 misti. In Corea del Sud è tornata a disputare nell'individuale le stesse distanze del 2015, chiudendo al 55º posto i 100 metri rana ed al 33º i 200. Nelle due staffette miste le Maldive hanno ottenuto il 35º posto nella 4x100 stile libero ed il 36º nella 4x100 mista
Nel maggio 2021 ha disputato i trials per partecipare alle Olimpiadi di Tokyo 2020, disputate nell'estate del 2021 per la pandemia di COVID-19, arrivando alle spalle della più esperta Aishath Sausan. Ciononostante, per decisione della FINA è stata proprio la Sajina a prendere parte ai giochi, disputando i 100 metri rana, chiusi al 43º posto.